# De divina proportione
De divina proportione (De la proportion divine) est un livre de mathématiques écrit par Luca Pacioli et illustré par Léonard de Vinci aux alentours de 1498 à Milan et publié pour la première fois en 1509. Son sujet principal est la proportion mathématique (le titre renvoie au nombre d'or) et son application en géométrie, dans les arts et en architecture. La clarté du texte et des illustrations ont contribué au succès du livre et à sa diffusion au-delà des cercles mathématiques,.

## Contenu
Le livre est composé de trois manuscrits, sur lesquels Pacioli a travaillé entre 1496 et 1498.

### Compendio divina proportione
La première partie, Compendio divina proportione (compendium sur la proportion divine), étudie le nombre d'or d'un point de vue mathématique et explore ses applications. Elle contient également un discours sur les polyèdres réguliers et semi-réguliers et une discussion sur l'usage de la perspective par les peintres Piero della Francesca, Melozzo da Forlì et Marco Palmezzano.

### Trattato dell'architettura
La deuxième partie, Trattato dell'architettura (Traité d'architecture), discute l'application des mathématiques à l'architecture dans le De architectura de Vitruve. Le texte compare les proportions du corps humain à celles de l'architecture antique.

### Libellus in tres partiales divisus
La troisième partie, Libellus in tres partiales divisus (Libelle divisé en trois parties), est principalement une traduction en italien du texte latin de Piero della Francesca De quinque corporibus regularibus, avec des exemples mathématiques.
Dans sa biographie de Piero della Francesca de 1550, Giorgio Vasari accuse Pacioli de plagiat.

### Illustrations
Après les trois parties de texte, se trouvent deux sections d'illustrations :
- la première décrivant vingt-trois lettres capitales tracées à la règle et au compas par Pacioli[5],
- la seconde une soixantaine de gravures sur bois d'après des dessins de Léonard de Vinci, qui a réalisé les solides réguliers alors qu'il étudiait les mathématiques avec Pacioli.

Lettres
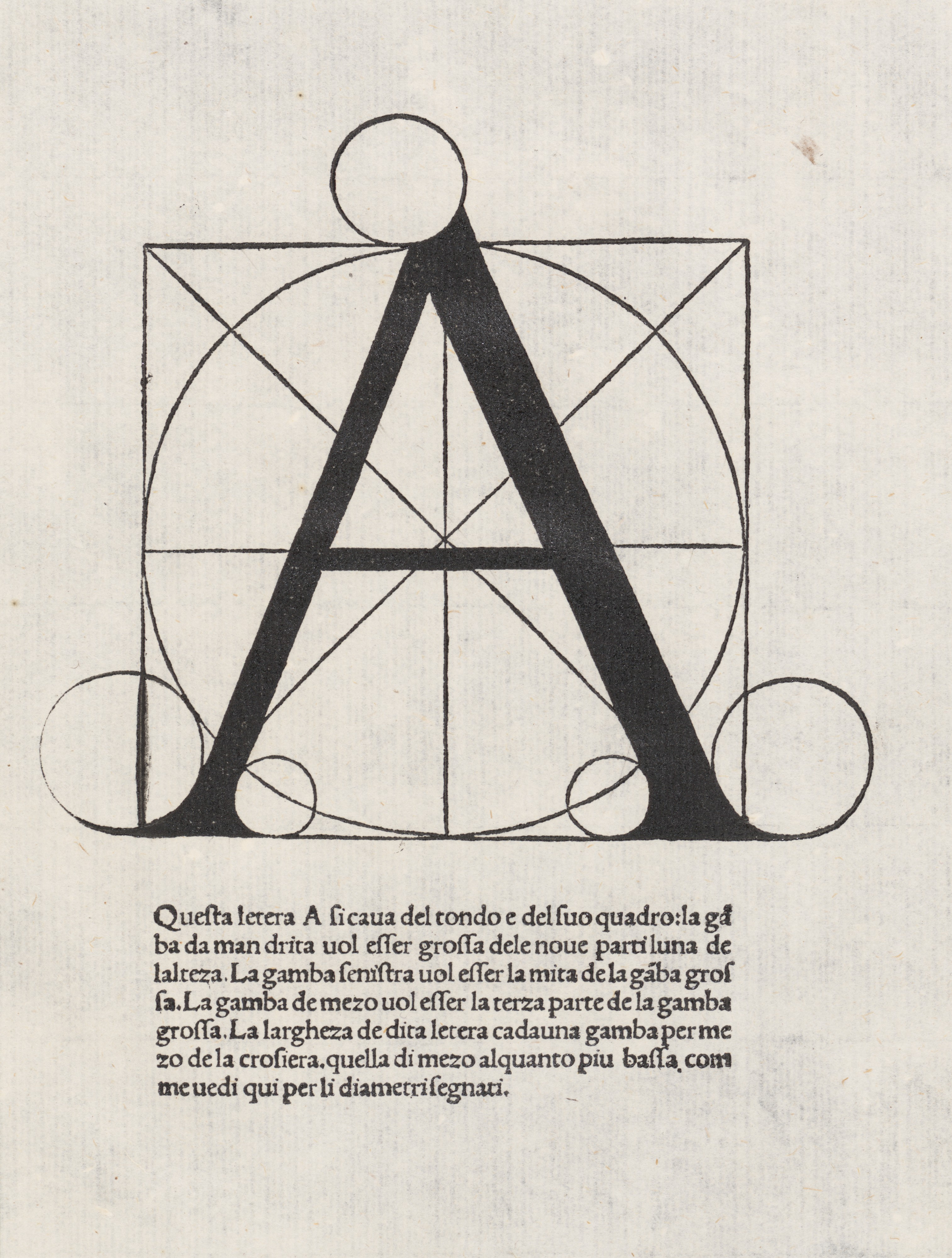
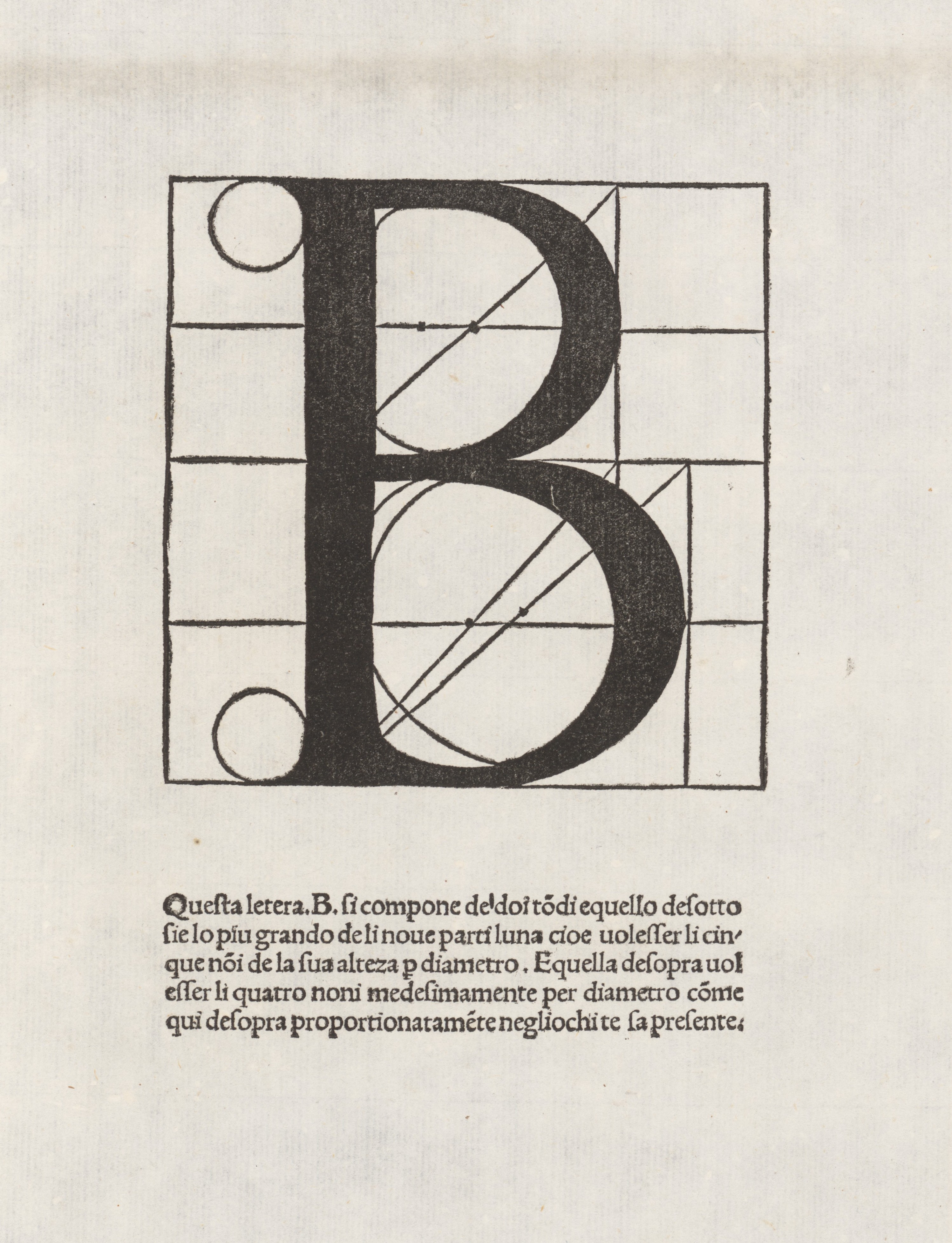
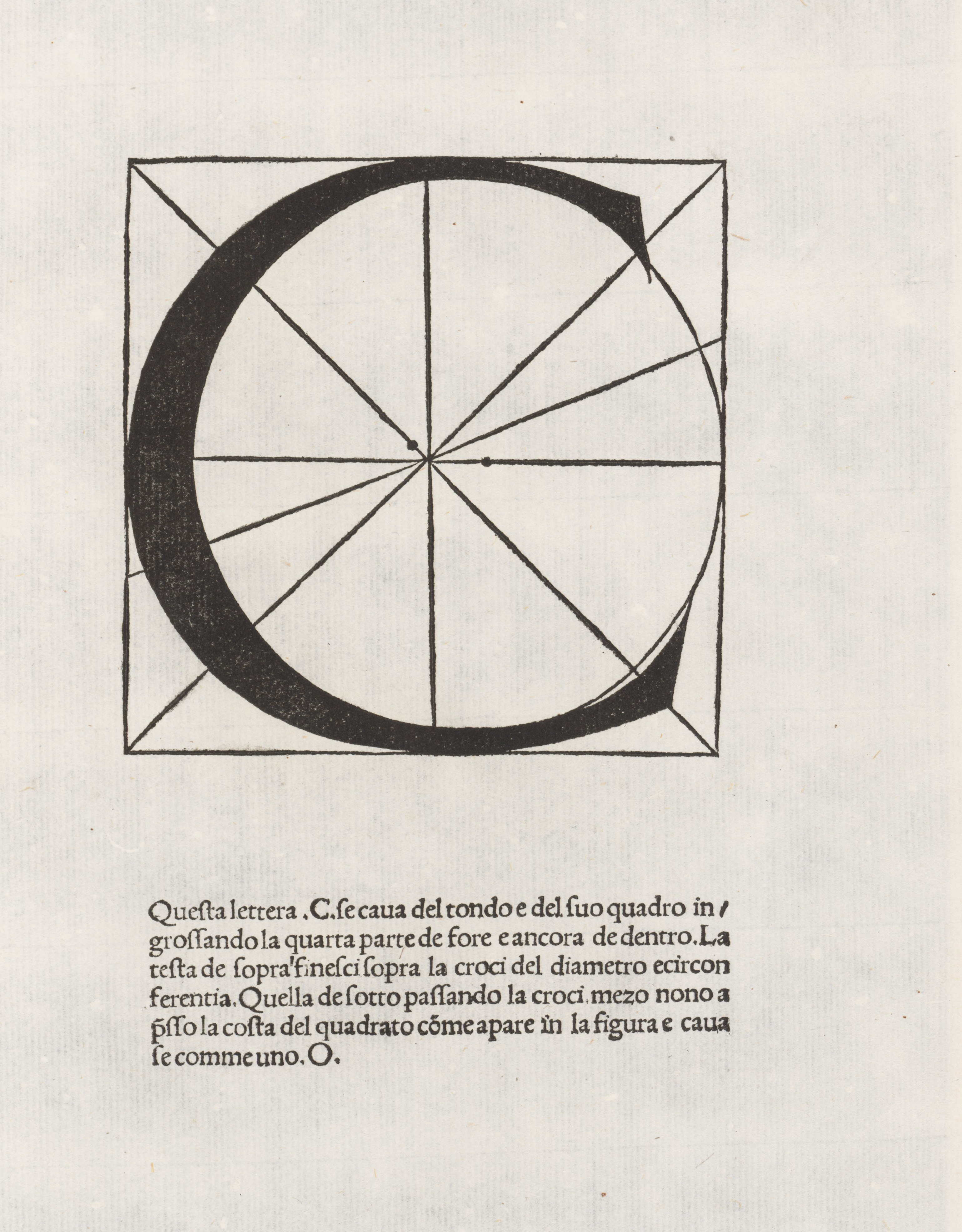
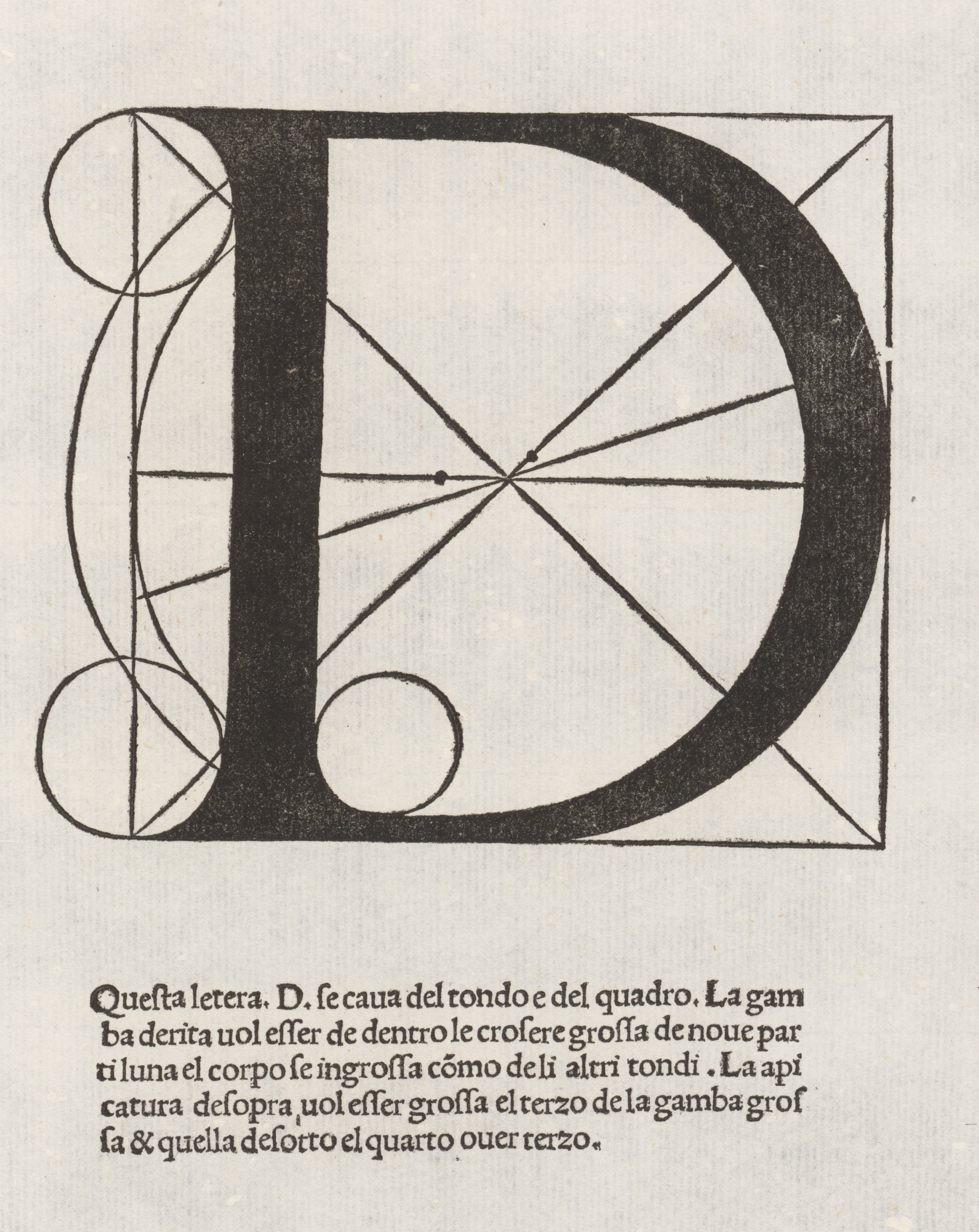
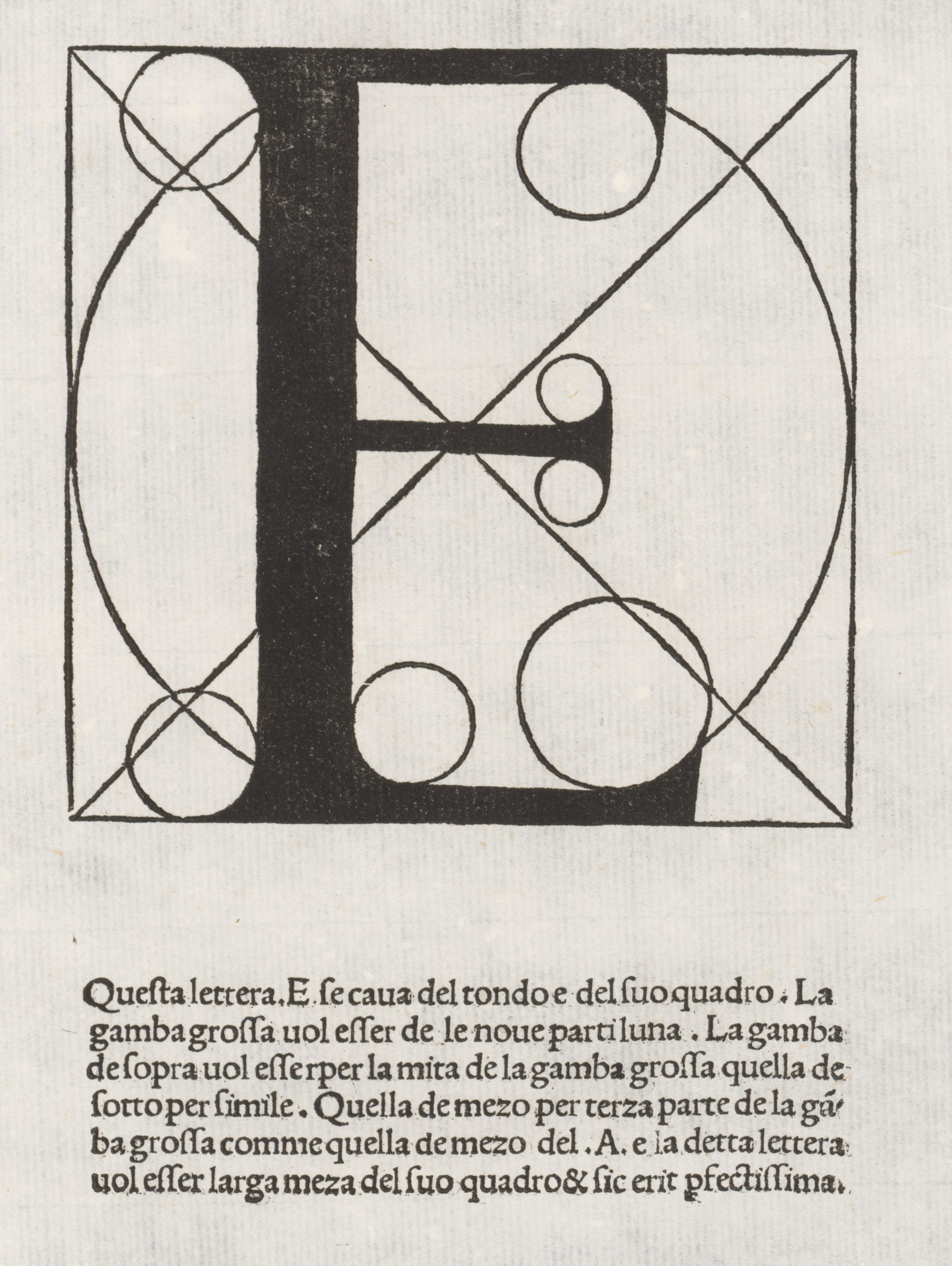
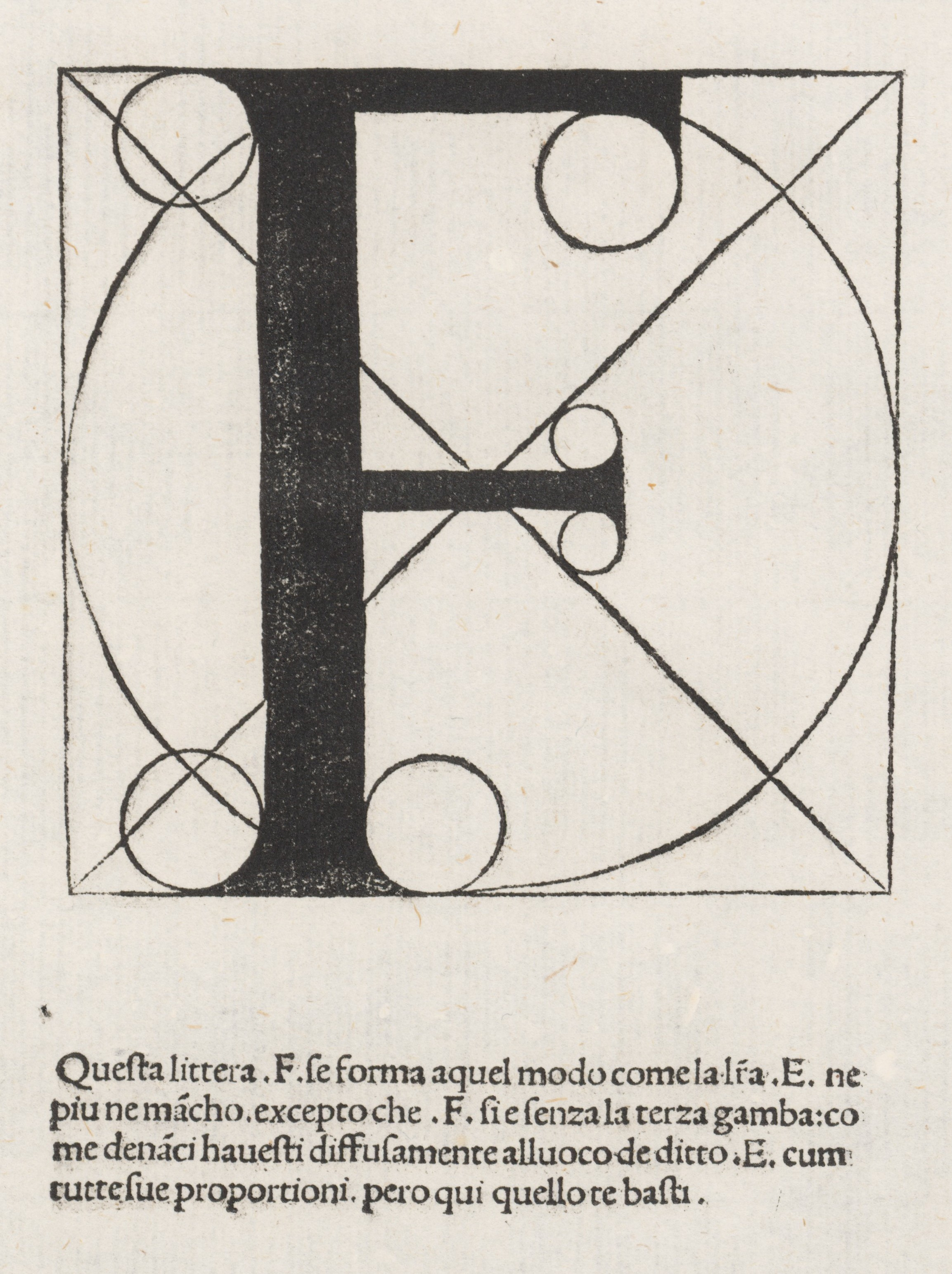
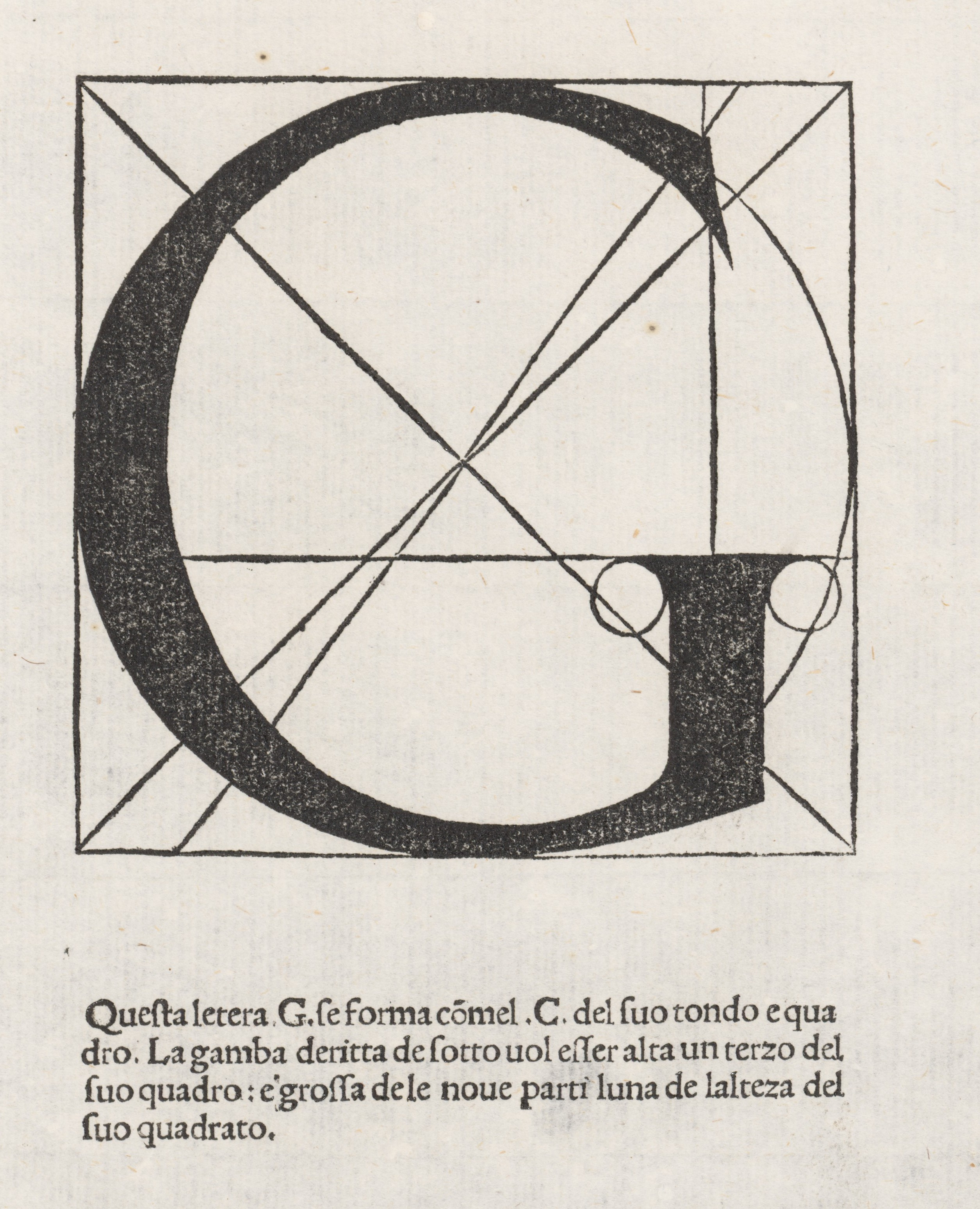
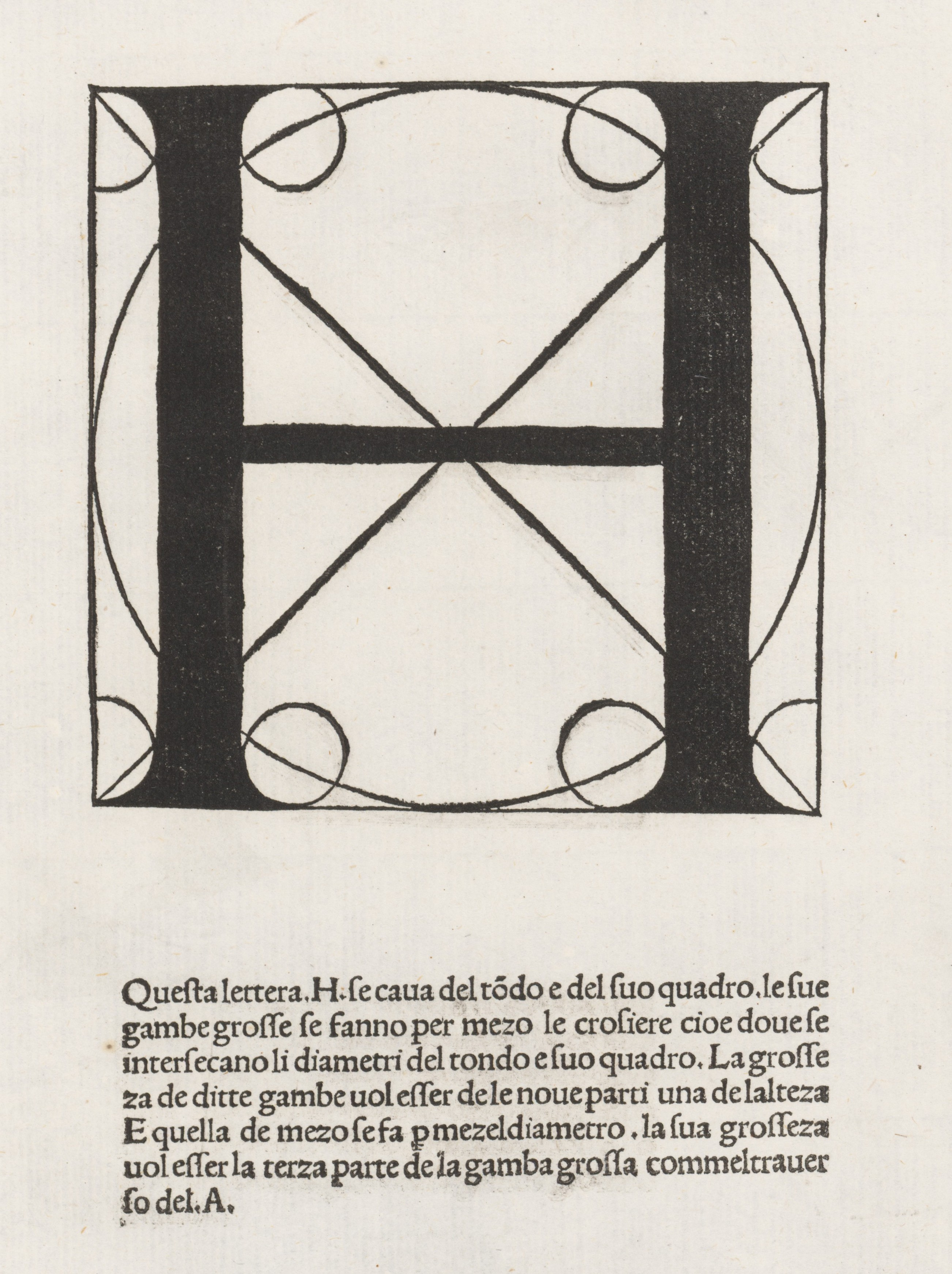
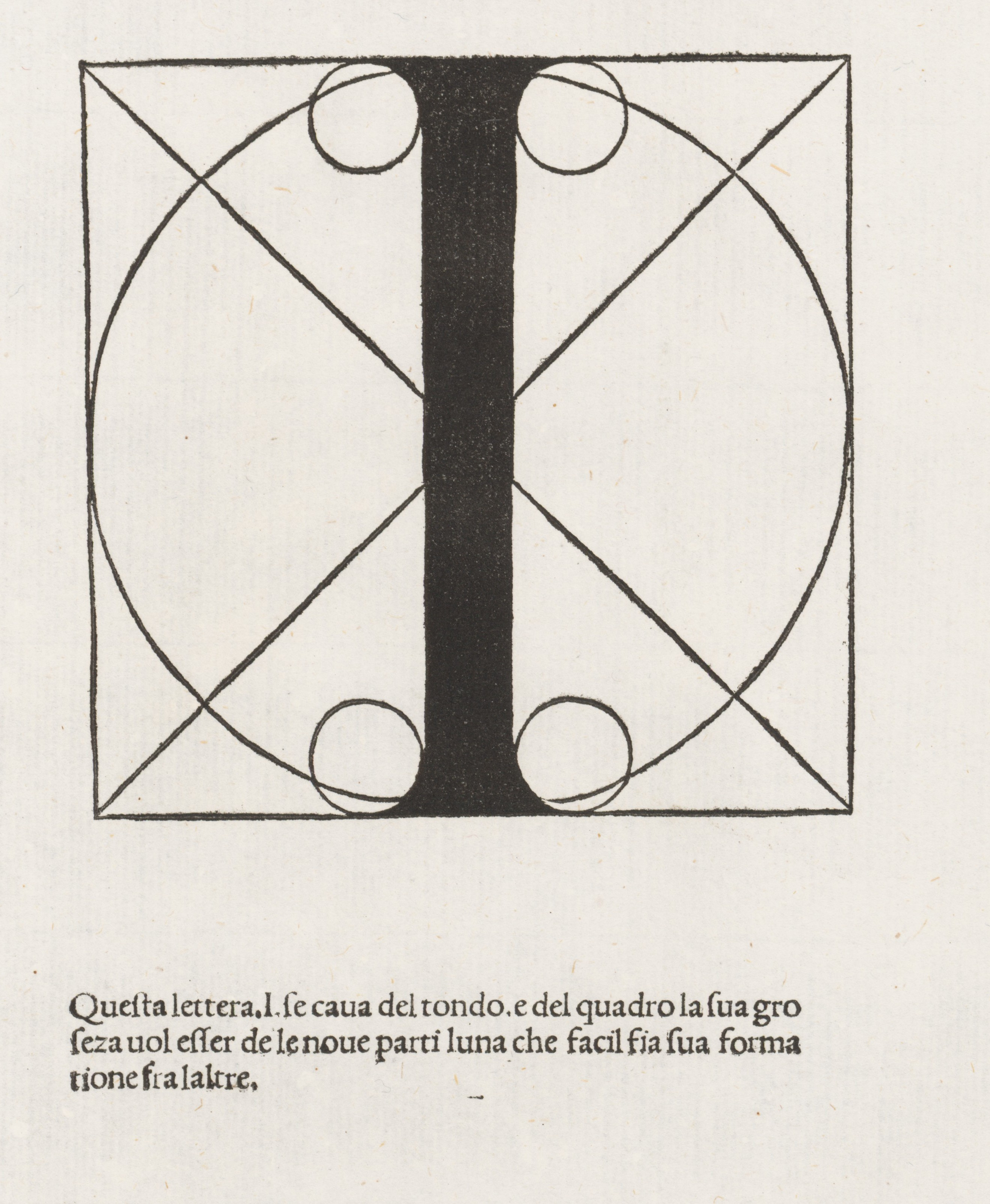
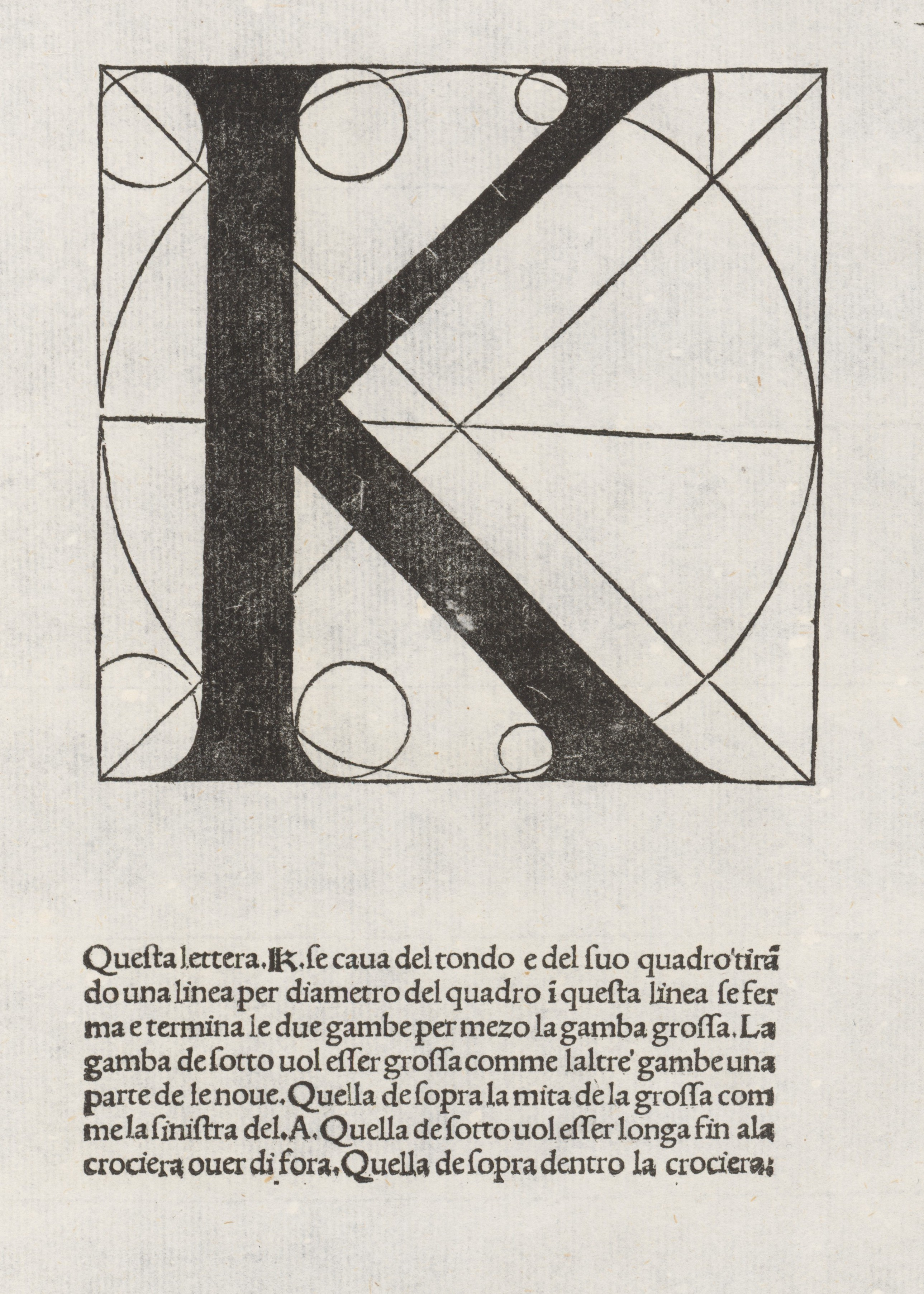
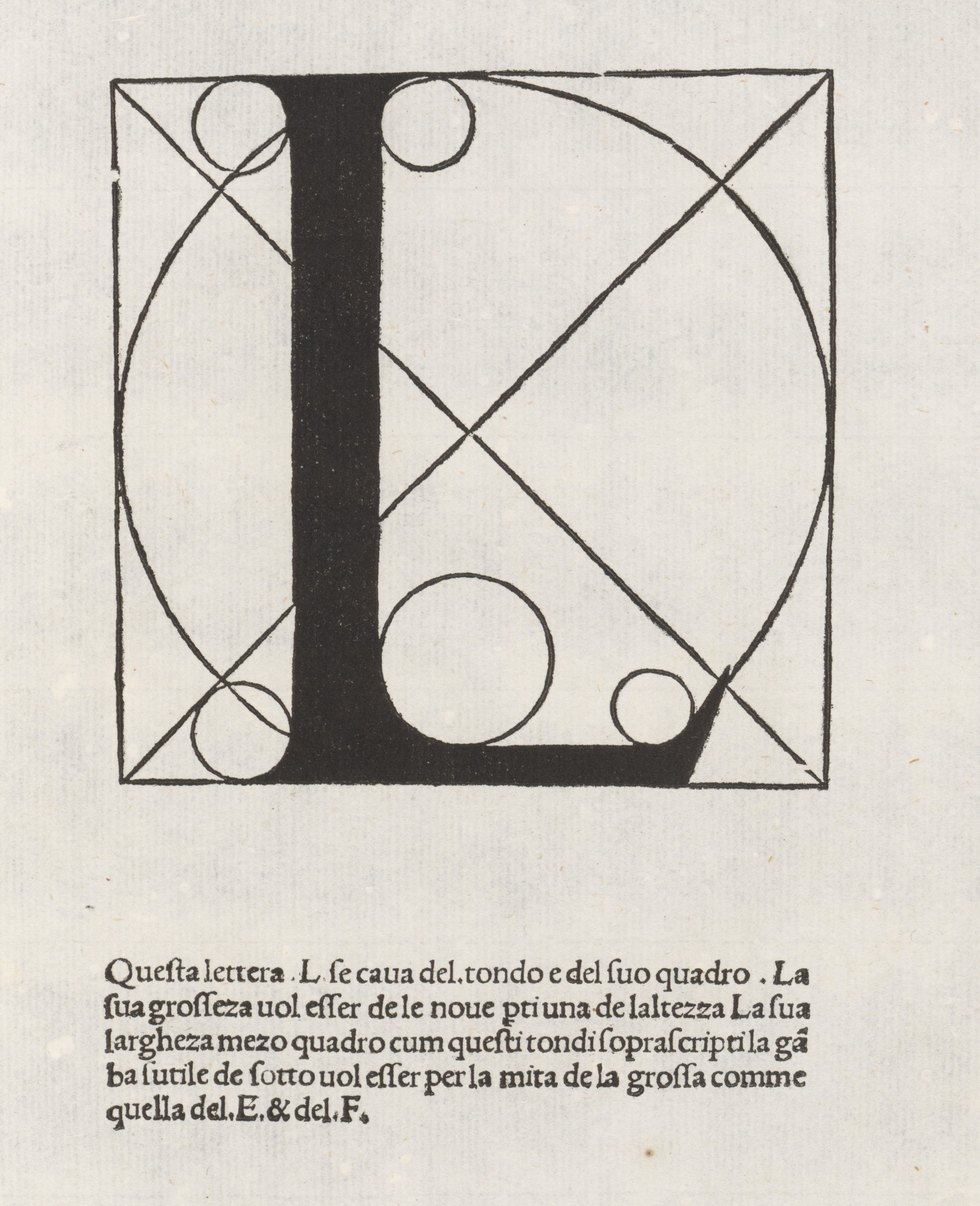
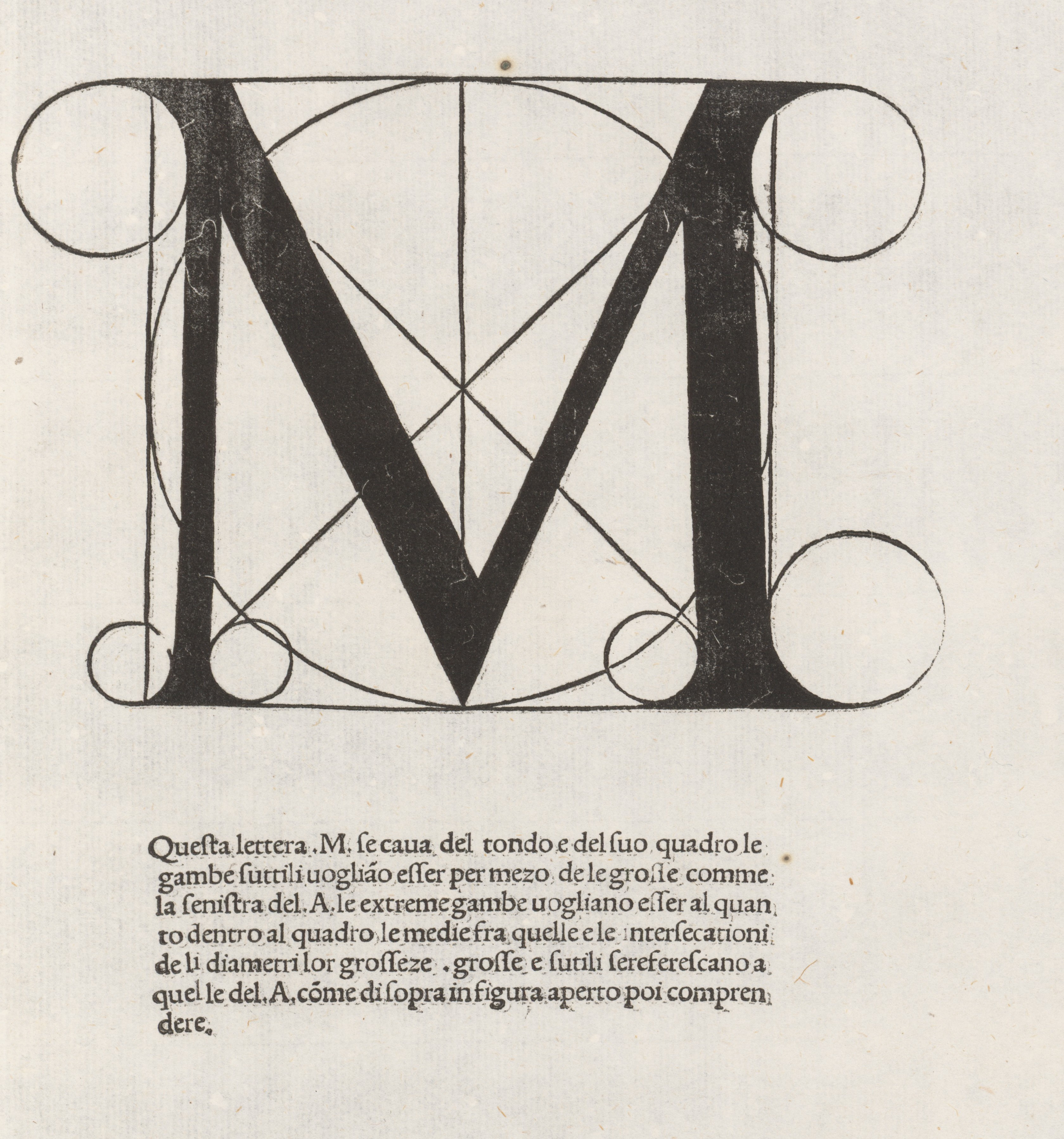
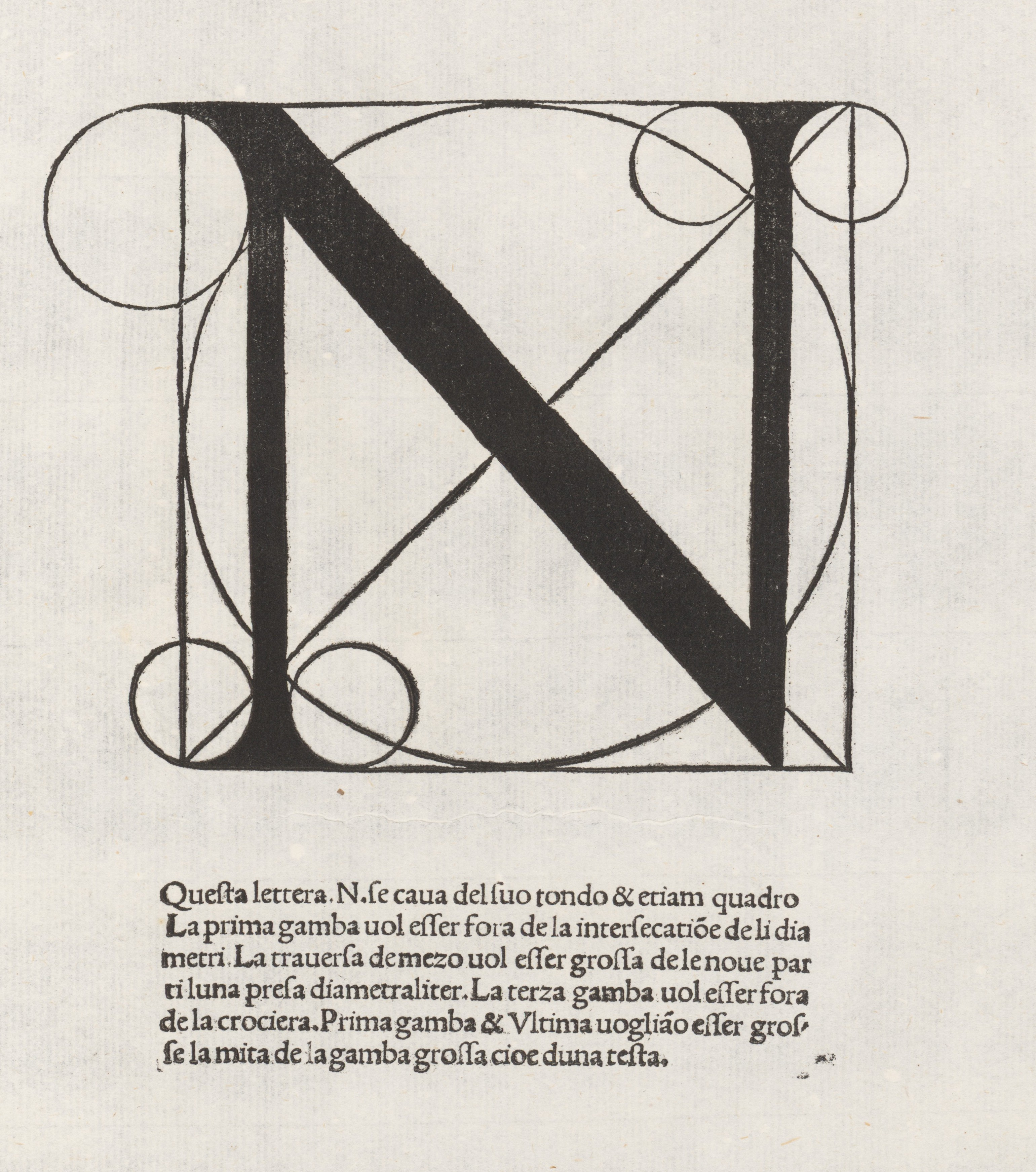
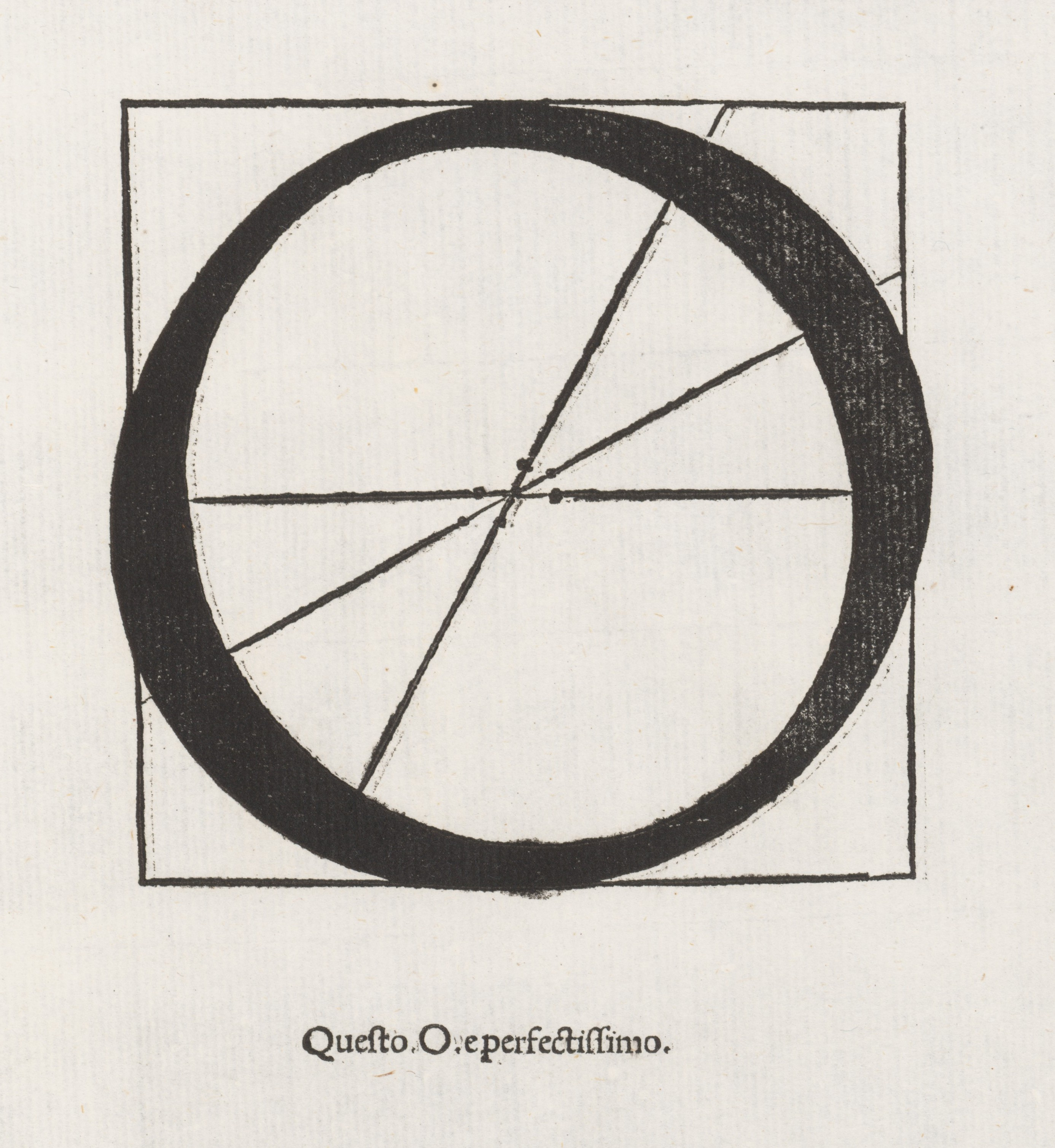
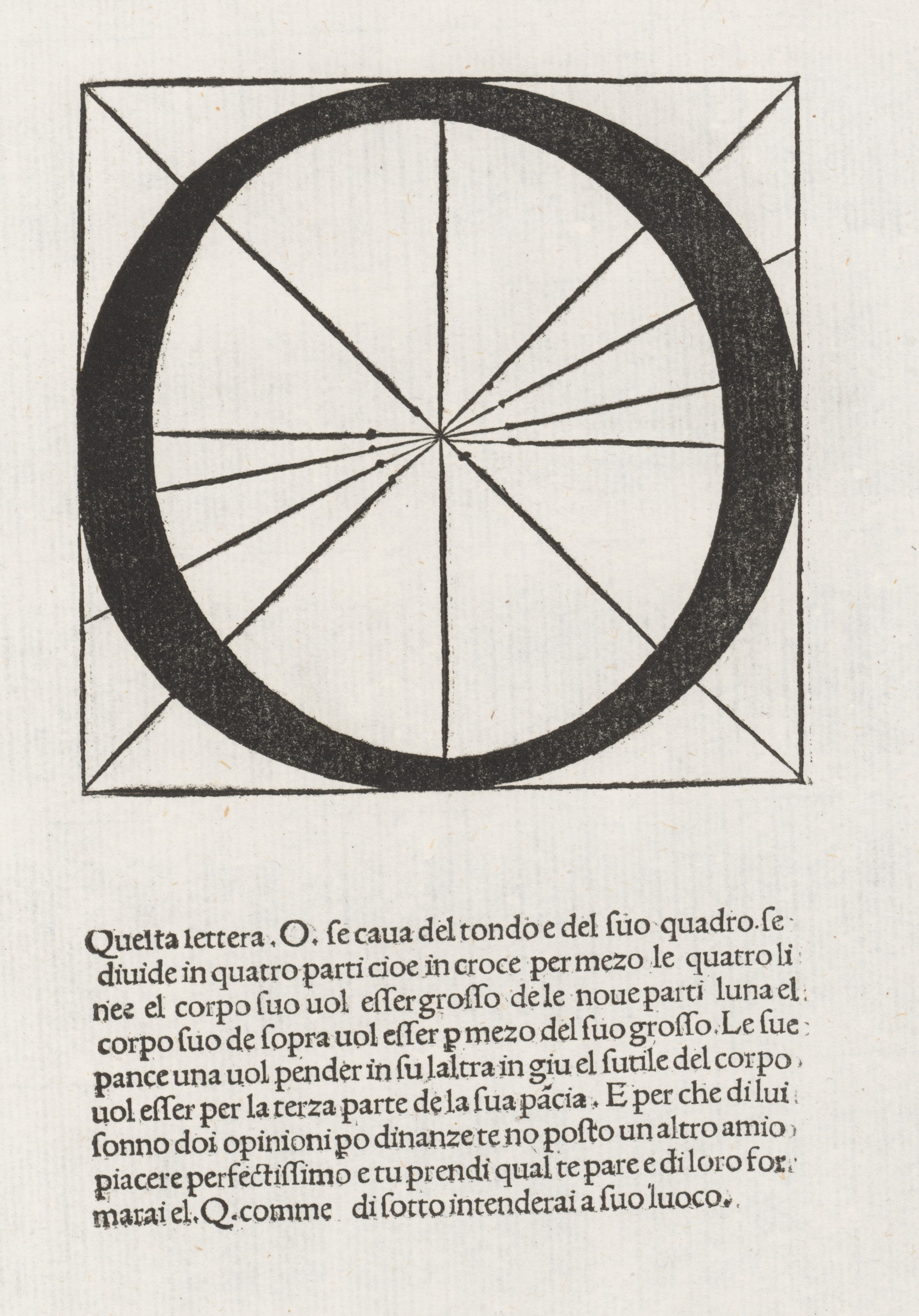
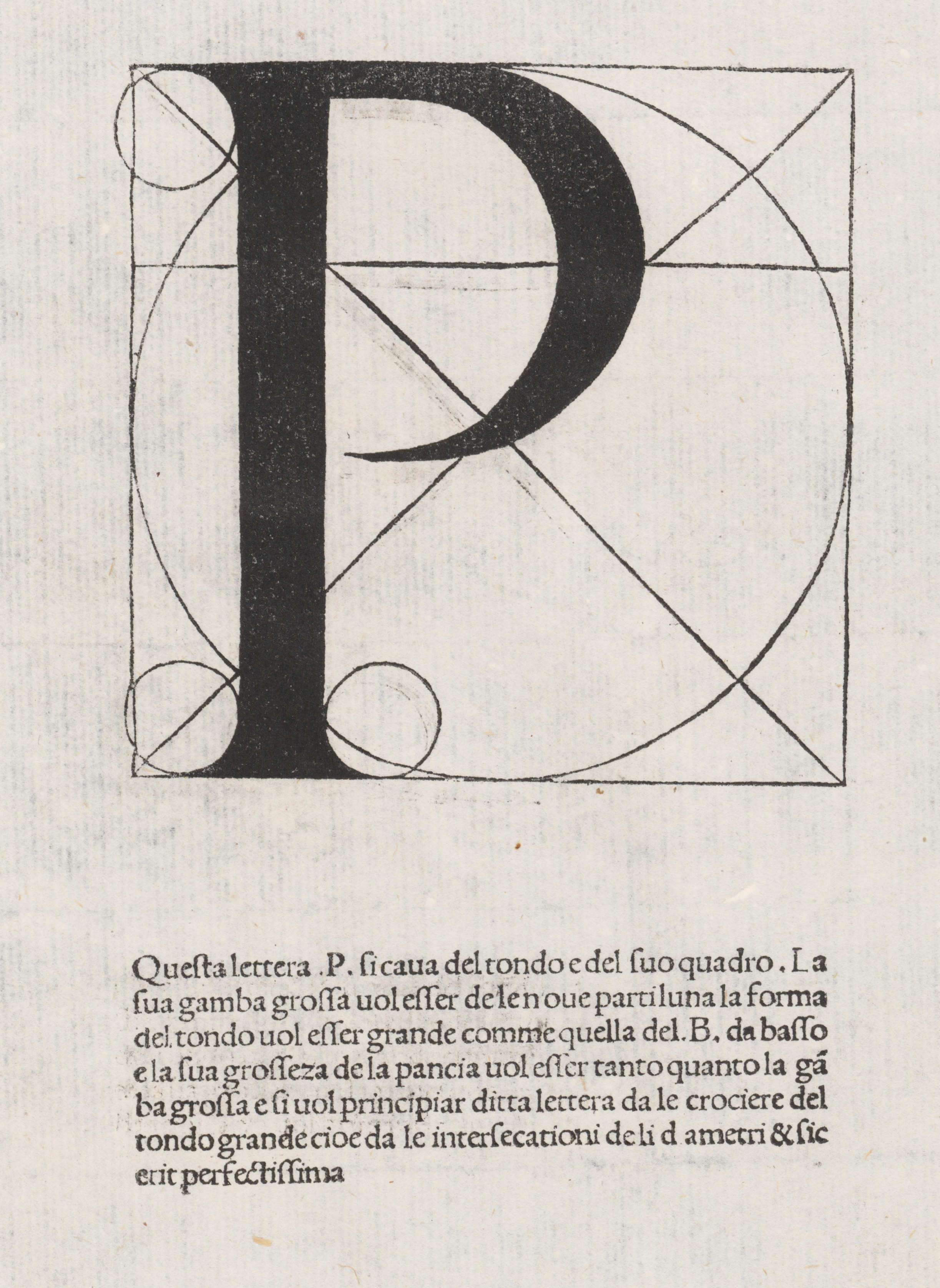
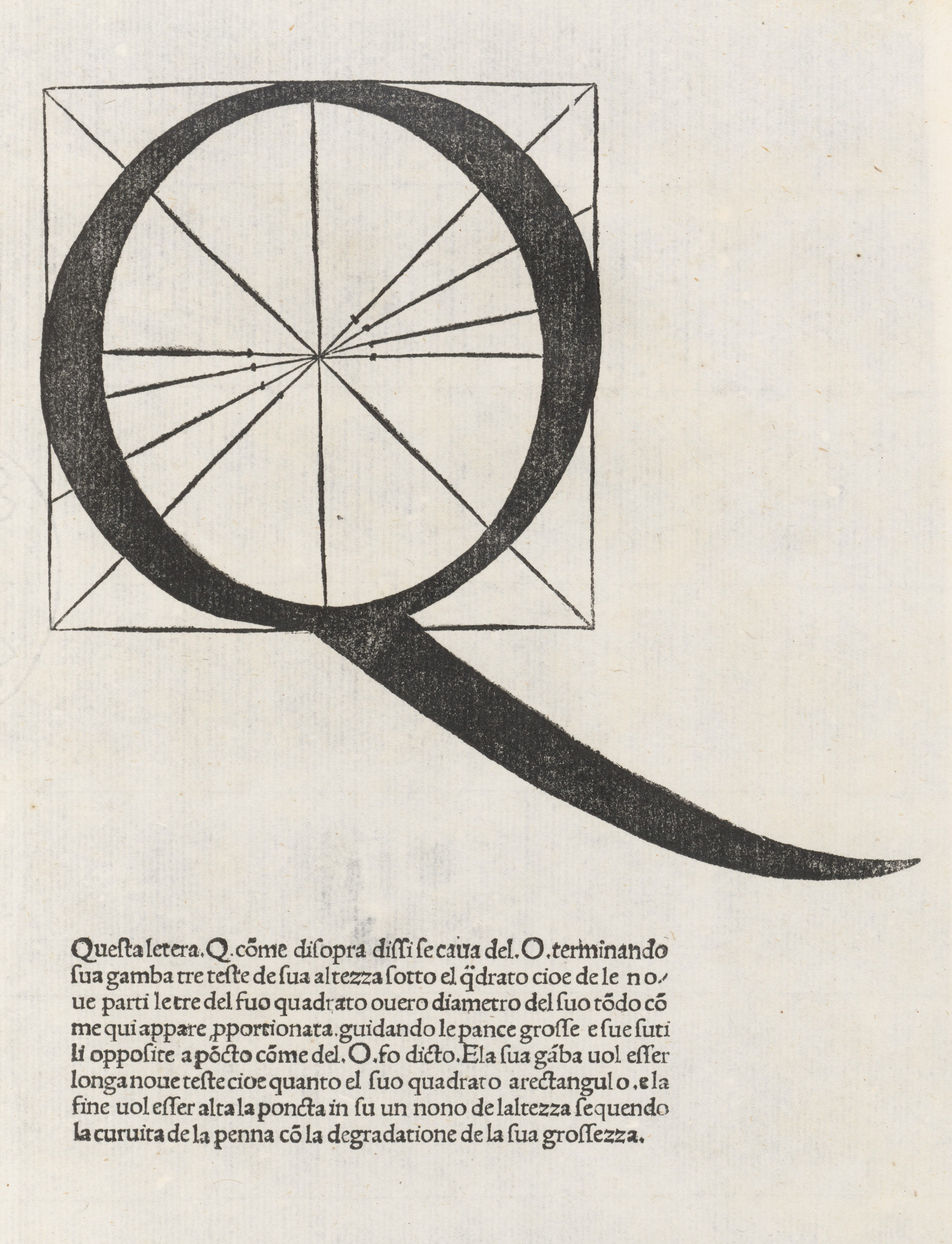
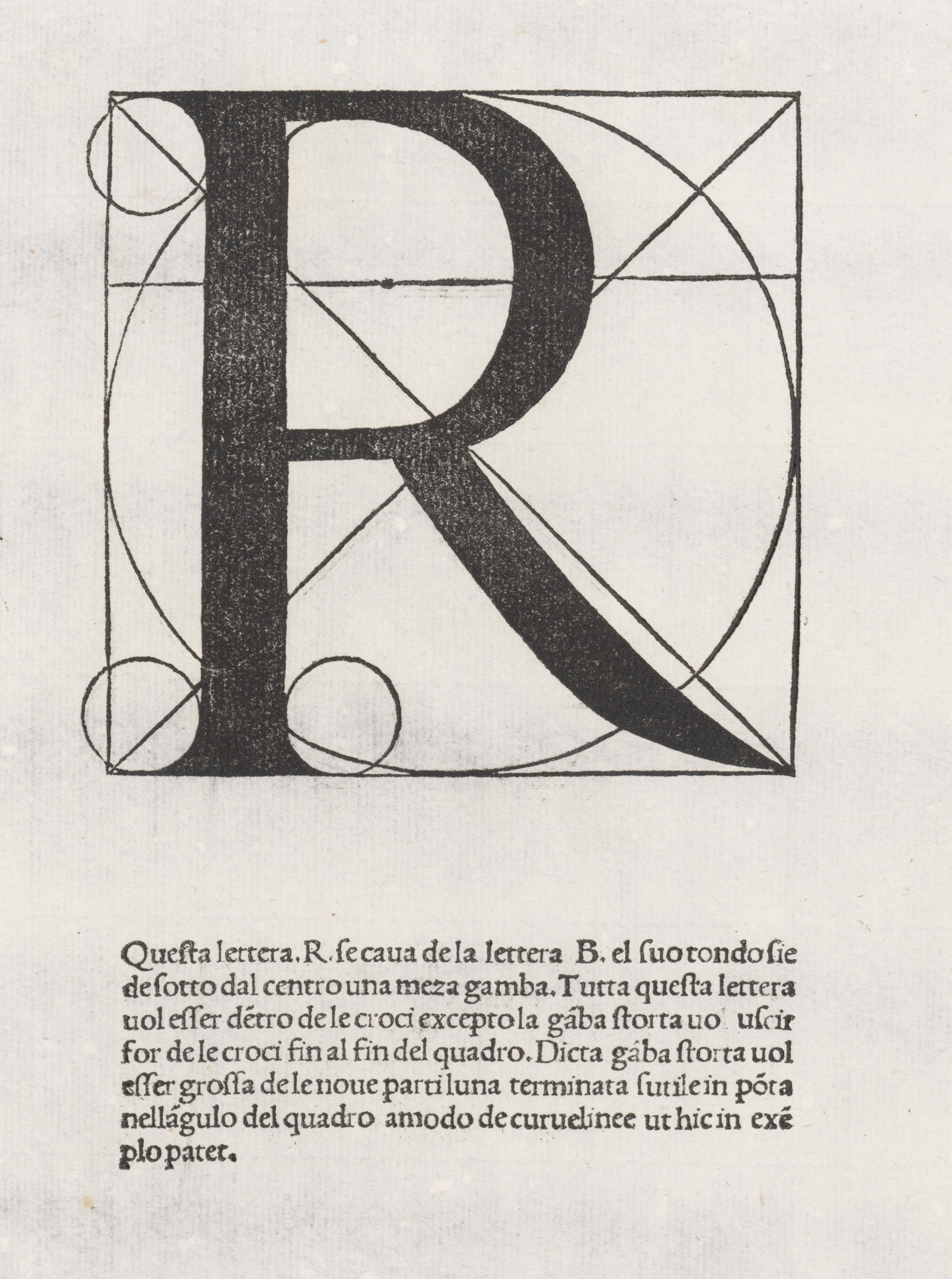
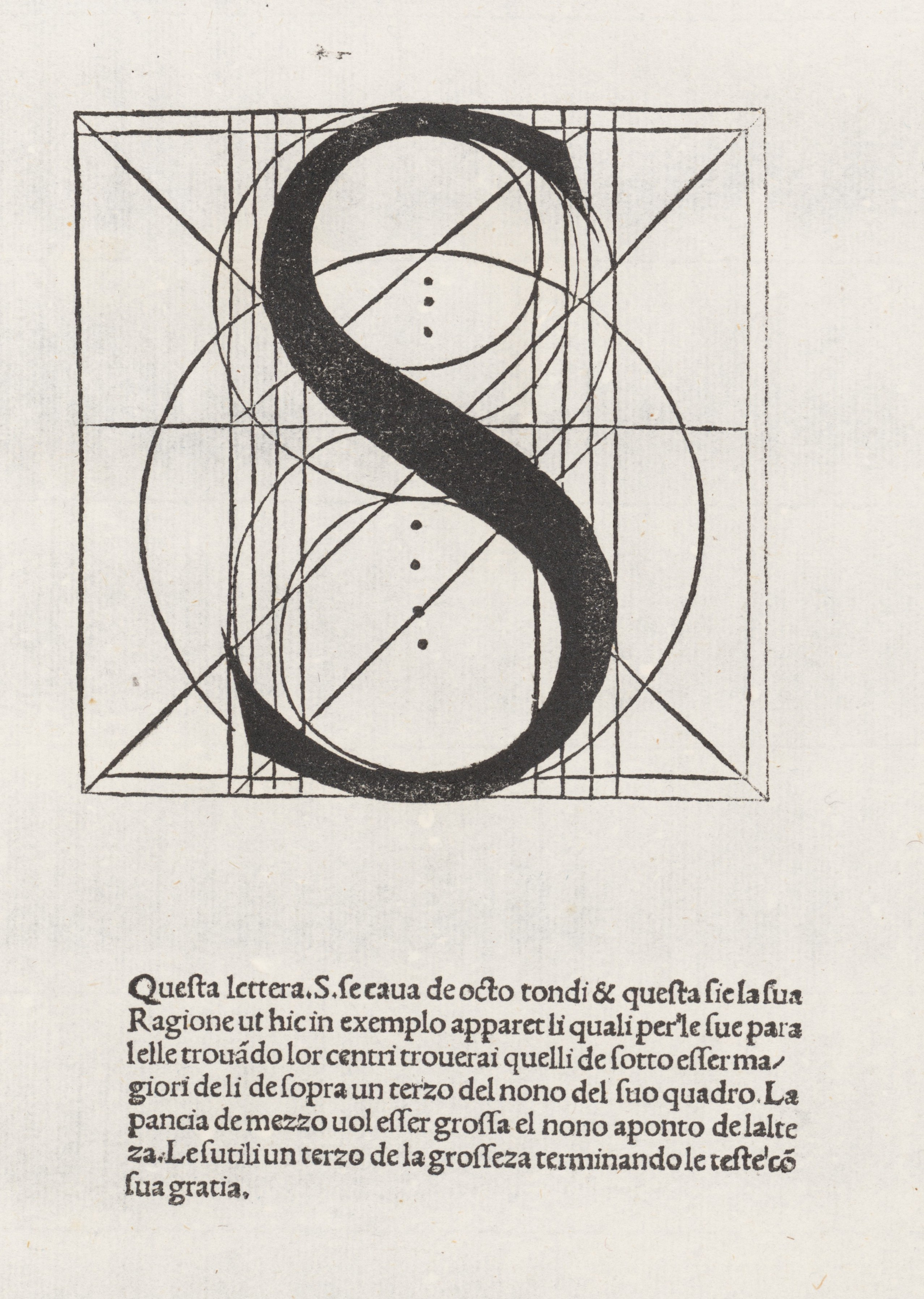
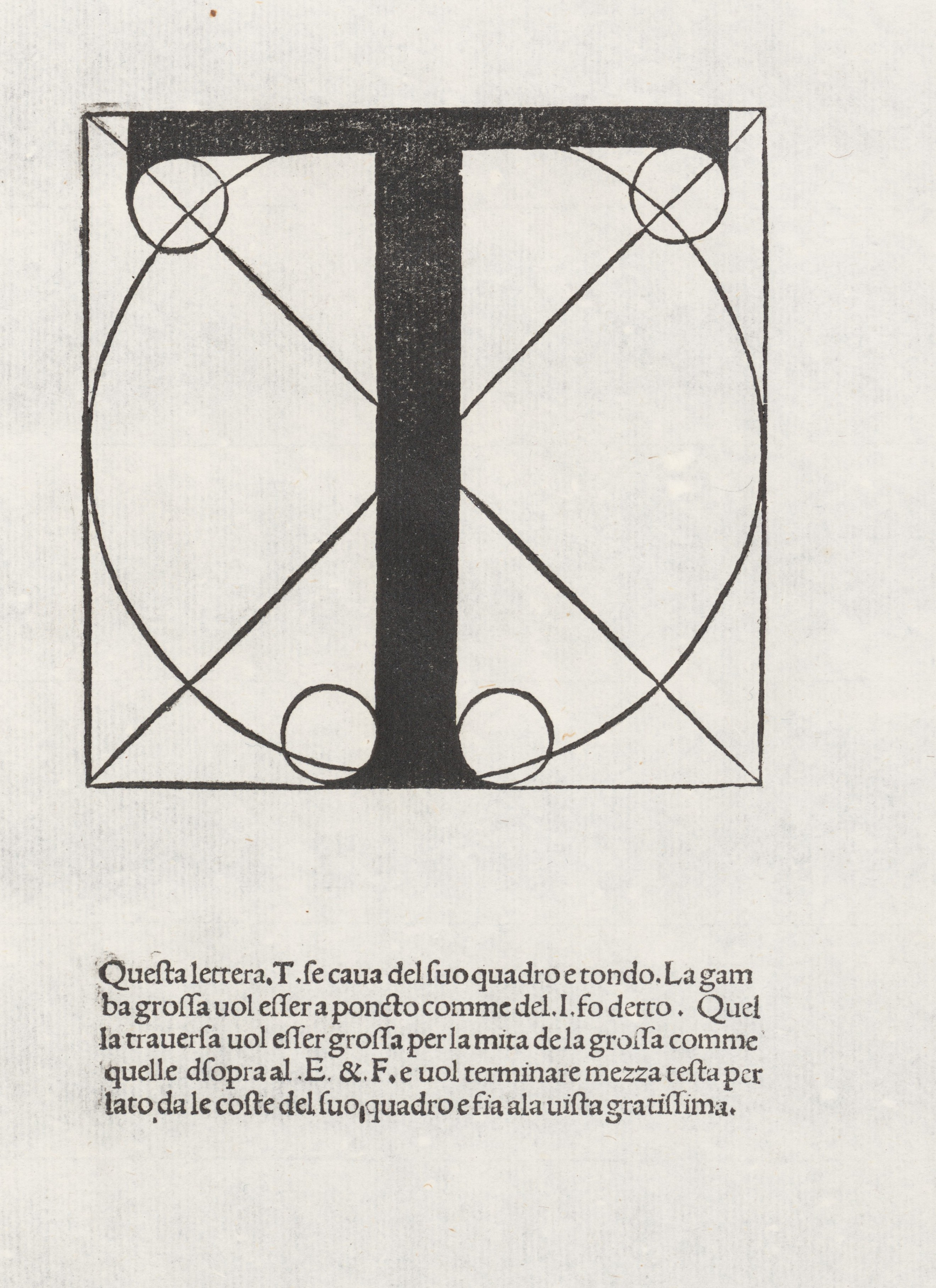
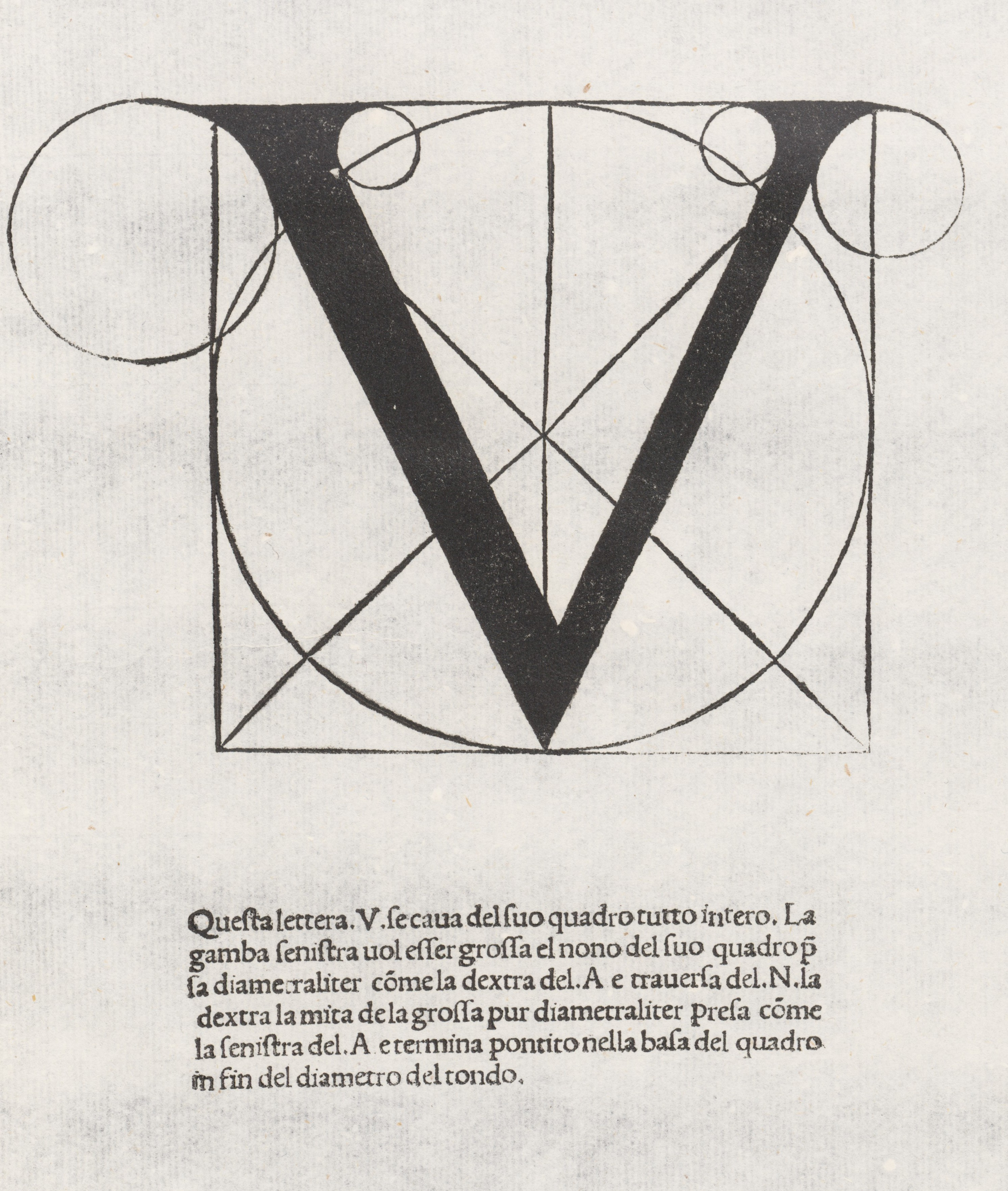
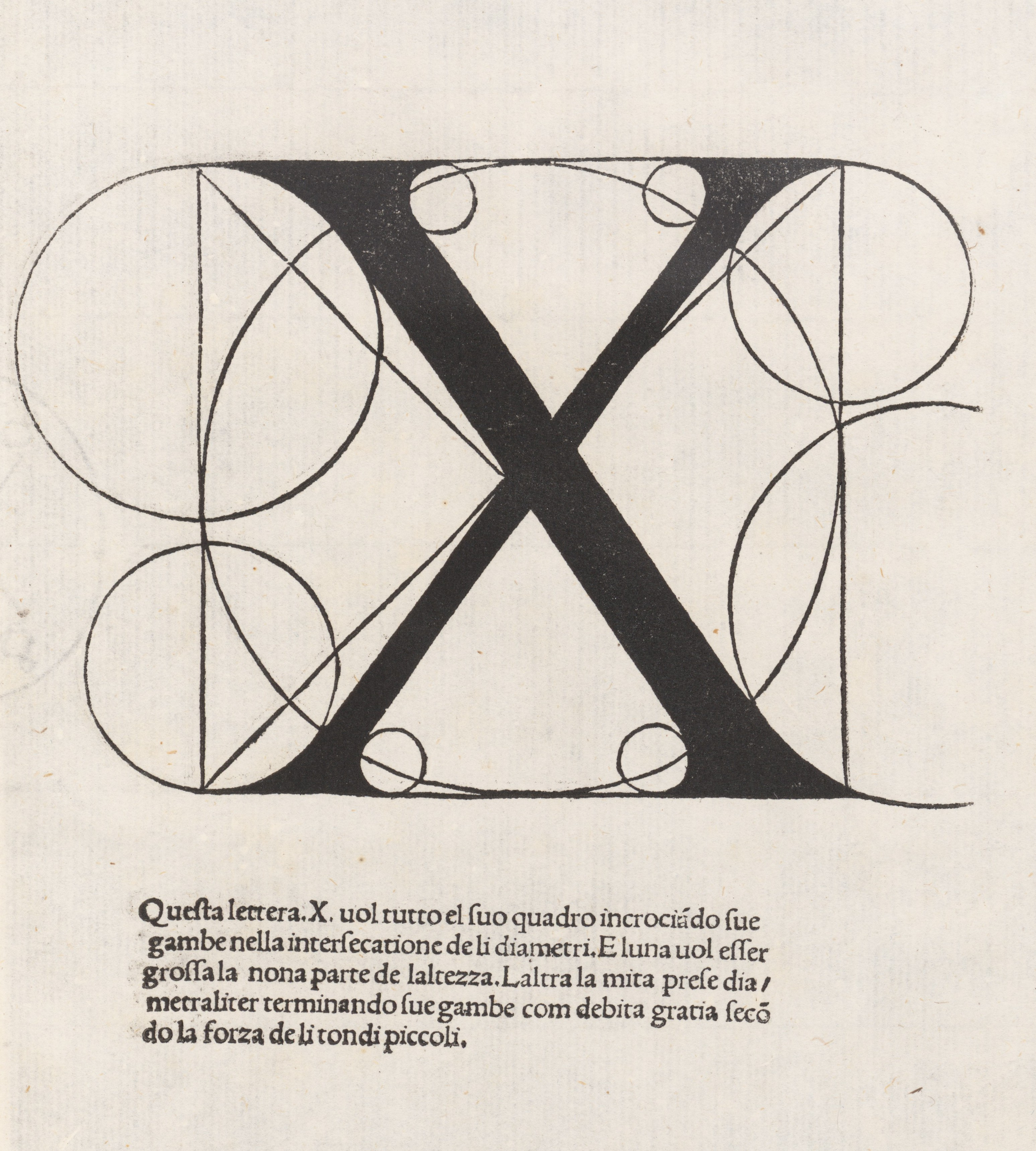
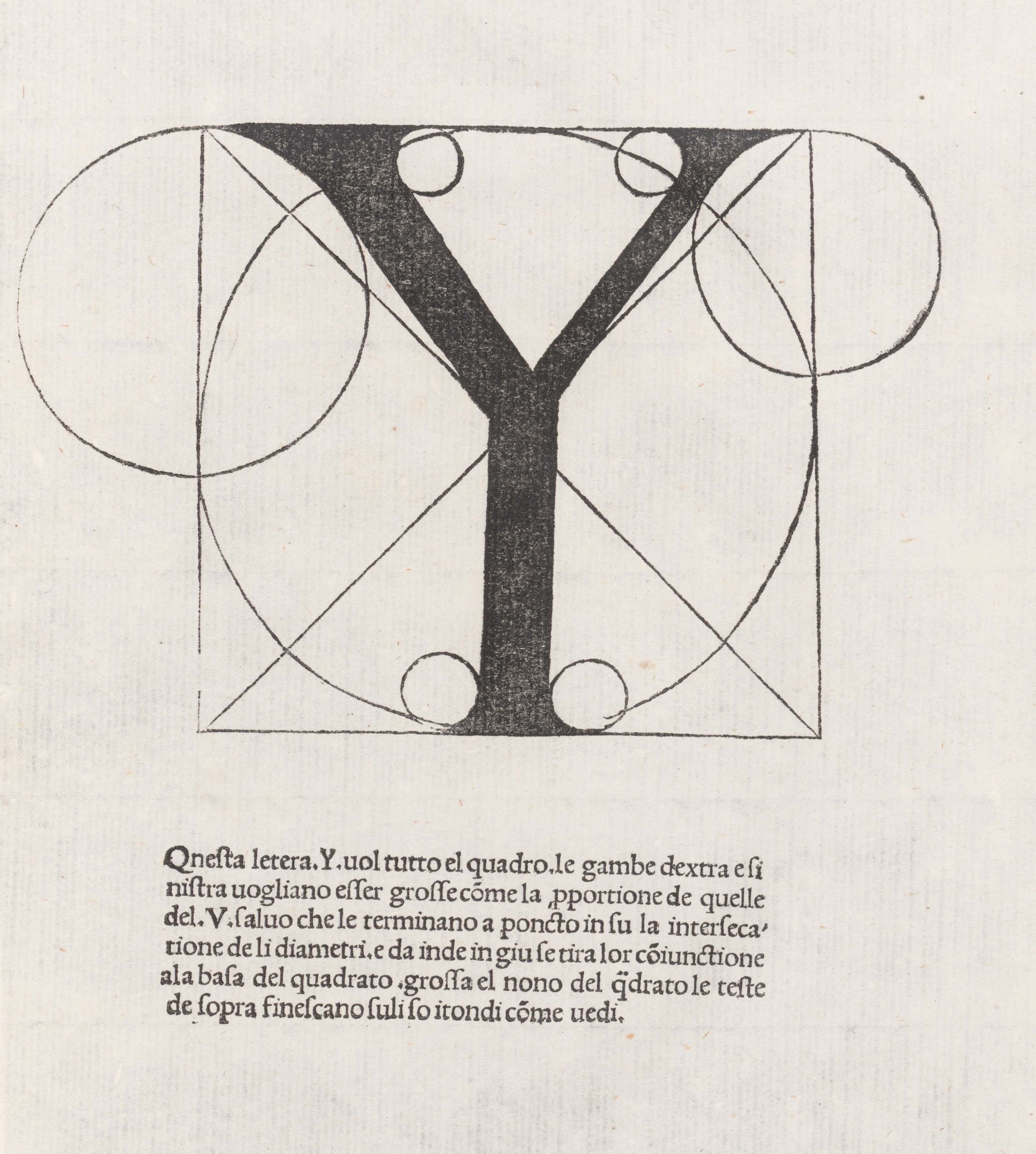

## Histoire
Pacioli produisit trois manuscrits du traité. Il offrit le premier avec une dédicace au duc de Milan, Ludovico il Moro, ce manuscrit est conservé à la bibliothèque de Genève. La seconde copie a été donnée à Galeazzo Sanseverino, elle est conservée à Milan, à la bibliothèque Ambrosienne. La troisième a été donnée à Pier Soderini, gonfalonnier de Florence, cette copie est perdue.
Le 1er juin 1509, est parue la première édition de De divina proportione chez Paganino Paganini (en) à Venise.